# Javier Sampedro
Javier Sampedro Pleite (Madrid, 1960). És un científic i periodista espanyol.
Es va doctorar en genètica i biologia molecular, i va ser investigador del Centre de Biologia Molecular Severo Ochoa de Madrid i del Laboratori de biologia molecular del Medical Research Council de Cambridge. En 1995 va començar a publicar articles de divulgació científica en El País, alguns d'ells recopilats en llibre; i en el lloc web d'aquest diari ha dirigit alguns blogs de contingut científic. Actualment, segueix escrivint columnes a El País i col·laborant amb Matèria, la secció del mateix periòdic.

## Publicacions
- El siglo de la ciencia: nuestro mundo al descubierto (2009), Barcelona: Península ISBN 84-8307-900-3
- Deconstruyendo a Darwin, los enigmas de la evolución a la luz de la nueva genética (2006 [2002]), Barcelona: Crítica ISBN 84-8432-808-2
- ¿Con qué sueñan las moscas? (Ciencia sin traumas en 62 píldoras) (2004), Madrid: Aguilar, ISBN 84-03-09526-0